# Cleroidea

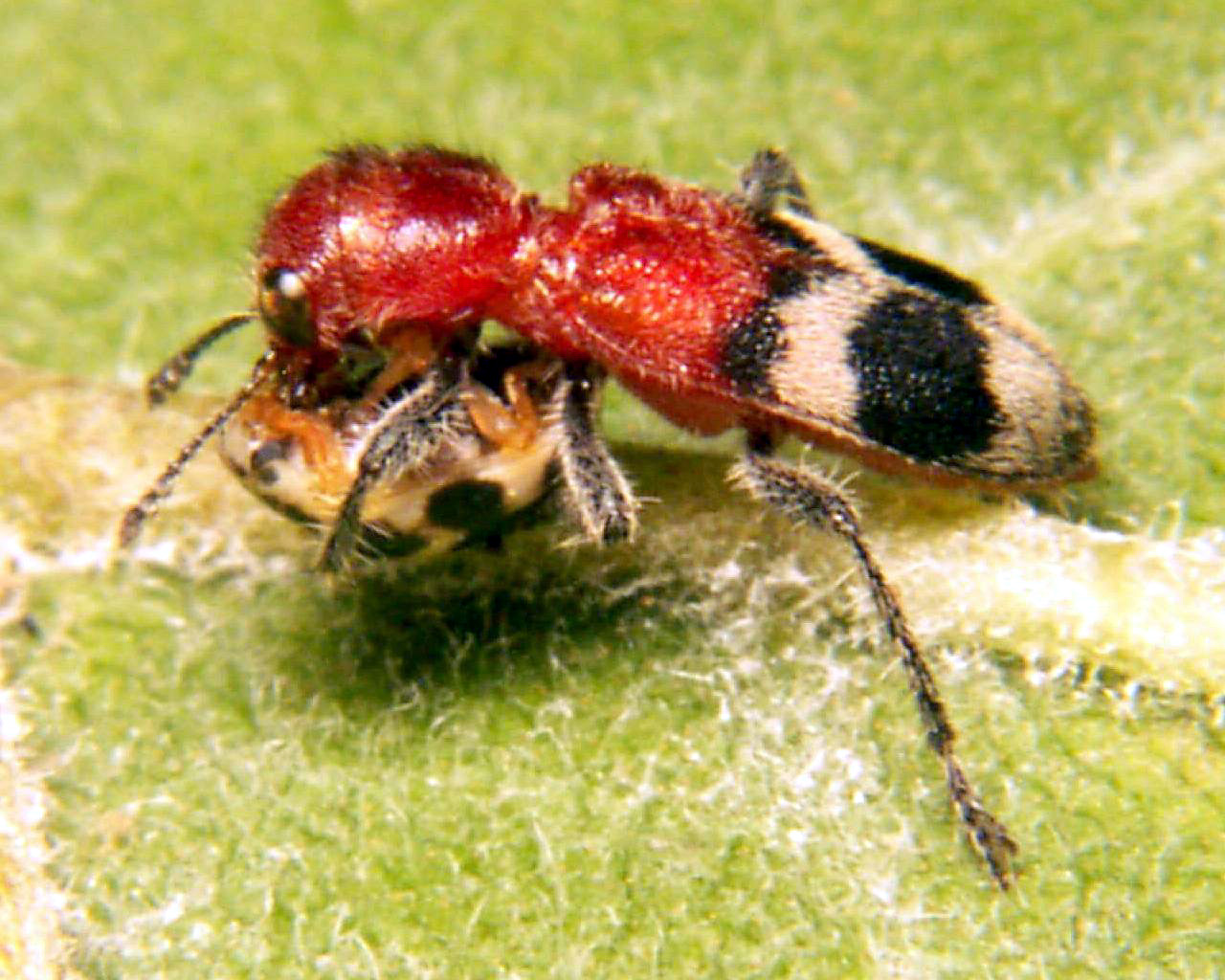
Clerid beetle tấn công bọ rùa

Cleroidea là một liên họ bọ cánh cứng.

## Các họ
Liên họ này có khoảng 10.000 loài nằm trong các họ:
- Acanthocnemidae Crowson 1964
- Chaetosomatidae Crowson 1952
- Cleridae Latreille 1802 (checkered beetles)
- Melyridae Leach 1815 (soft-winged flower beetles) (includes Malachiidae và Dasytidae)
- Phloiophilidae Kiesenwetter 1863
- Phycosecidae Crowson 1952
- Prionoceridae Lacordaire 1857
- Trogossitidae Latreille 1802 (bark-gnawing beetles)

Phần lớn các loài thuộc các họ Cleridae và Melyridae, sau đó là Trogossitidae.

## Hình ảnh

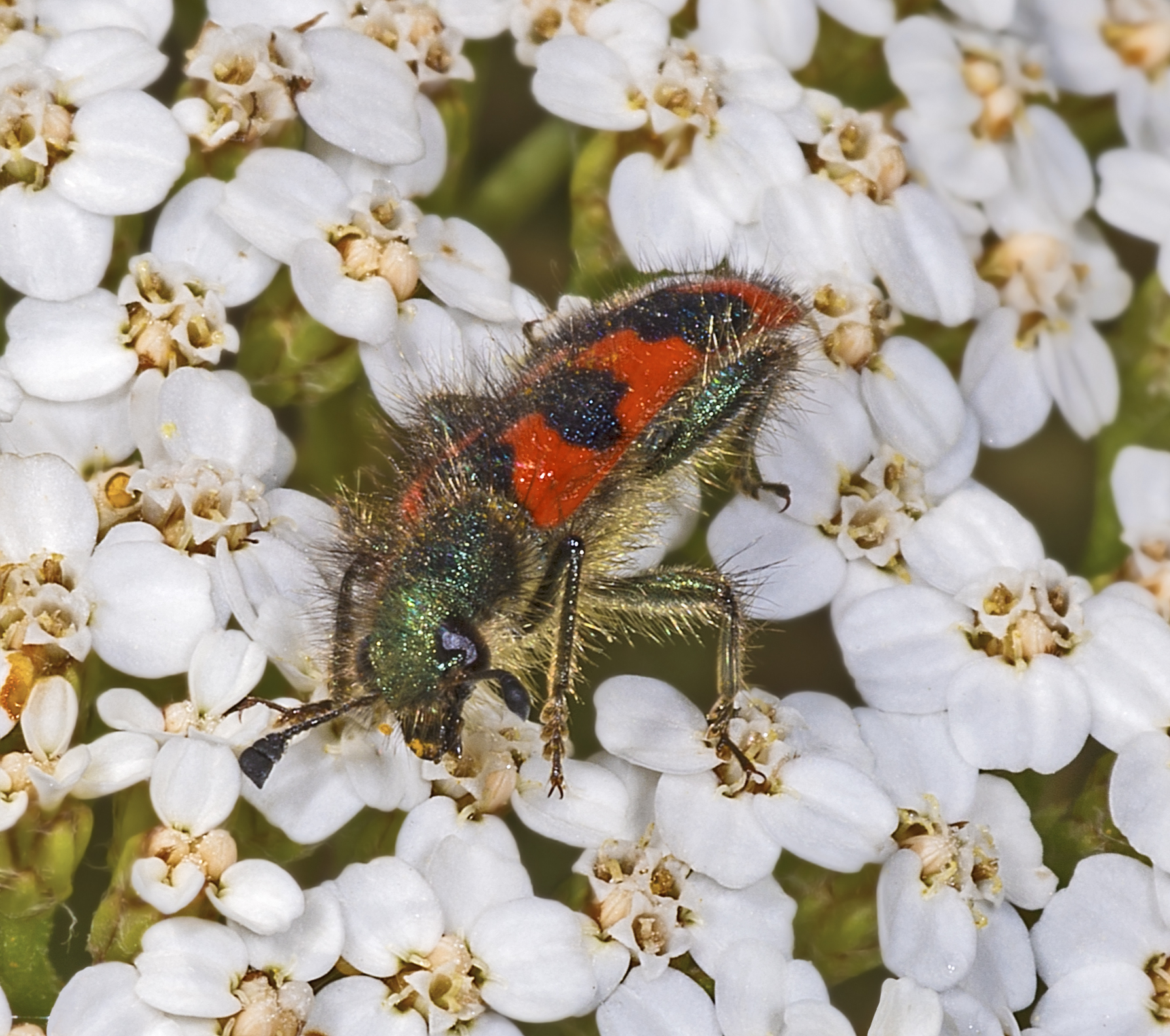